# Ingimundr (vikingo)

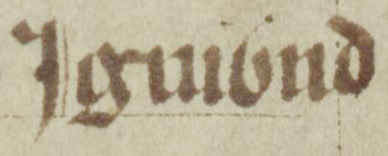
Ingimundr.

Para el vikingo que devastó las Hébridas en el siglo XI, véase Ingemund.
Ingimundr (Hingamund en las crónicas contemporáneas) fue un caudillo vikingo procedente de reino de Dublín responsable de la mayor ofensiva escandinava en Bretland (Gales) según los anales irlandeses y galeses. Los anales le mencionan como «usurpador de Dublín» y estuvo devastando la región entre 902 y 911. Ingimundr logró crear un pequeño asentamiento en Wirrall, al sur de Mersey.
Los anales fragmentarios de Irlanda citan el desembarco de un gran contingente en Anglesey en el año 903, pero Cadell ap Rhodri, hijo de Rhodri el Grande, les hizo frente y según Brut y Tywysogion el vikingo fue derrotado en la batalla de Ros Melion. Tras la derrota siguen su devastación hacia Chester, donde el rey Ethelfleda de Wessex les garantiza tierra para asentarse en paz.
Los historiadores consideran que el contenido del tesoro de Cuerdale es prueba de una posible alianza de Jórvik y Dublín para la campaña en Gales, y que Ingimundr pudo ser un caudillo llamado Agmund muerto en la batalla de Tettenhall (910) y dio nombre al territorio de Amounderness, en Lancashire.